# کلانتری غیرانتفاعی
کلانتری غیرانتفاعی فیلمی به کارگردانی یداله صمدی و نویسندگی مهدی شجاعی، بهزاد بهزادپور ساختهٔ سال ۱۳۸۷ است.

## خلاصه داستان
فیلم داستان گروگانگیری است که در یک نشریه اتفاق می‌افتد.

## بازیگران
- امیر جعفری
- مهران رجبی
- مرتضی احمدی
- کیومرث ملک مطیعی
- فردوس کاویانی
- مختار سائقی
- شهرام قائدی
- باقر صحرارودی
- اتابک نادری
- علی شادمان
- ارسلان قاسمی
- علی سلیمانی
- گوهر خیراندیش
- خسرو خانمحمدی
- آزاده اسماعیل خانی
- مسعود چوبین
- آرش نوذری
- امیر وطن زاد
- امیر سفیری
- حسین کشفی اصل
- مهرداد مصطفوی
- نوید خداشناس
- احمد یاوری شاد
- اصغر نیک ورز
- منصور نیکوسخن
- تینا چرخچیان
- بهادر مافی
- محمد فولادی
- فرخنده فرمانی زاده
- آرزو خلیلی
- فرناز غنی
- پریسا محمدی
- مهرداد صالحی
- پیمان ابدی